# Torre de la Torrassa
La Torre de la Torrassa, és una torre d'ús defensiu, d'origen musulmà. a La Vall d'Uixó, a la comarca de la Plana Baixa,. És al costat de la carretera de la Vall d´Uixó a Vilavella, en la partida de la Torrassa al costat de la rotonda que enllaça amb l'autovia A7 i la carretera cap a la Vilavella; 
La torre està catalogada de forma genèrica com Bé d'Interès Cultural, i presenta, tant codi de la Generalitat Valenciana (12.06.126-010), com a anotació ministerial (R-I-51-0012142), amb data d'anotació 21 de juliol de 2008.
La torre situa es va construir al segle xii i en aquella època era situada enmig d'una de les petites alqueries (probablement Benadalmech o Haraturle) que s'estenien més enllà del nucli poblacional de la Vall d'Uixó.
La torre dista pocs metres de la carretera de Vall d'Uixó a la Vilavella, i es va construir per respondre a la necessitat de tenir punts de vigilància al llarg del citat i poder ser utilitzada com a refugi a la població de la alquería a la qual donava protecció.
La torre presenta planta rectangular. Té murs de tapial (tècnica molt comuna en aquesta zona) sobre una base de pedres de mitja grandària travades amb argamassa.
Actualment només queden dempeus dos parets i part de l'aljub que era en un dels seus costats, amb el qual proveïen d'aigua als habitants de la torre per mitjà d'una petita obertura que hi comunicava. De l'aljub poden contemplar-se restes de la volta de mig punt amb la qual era cobert.
Poden observar-se, a l'interior, tant de la torre com de l'aljub, gravats en la pedra, una sèrie de símbols en forma d'A amb una creu en l'àpex que poden considerar-se com a campanes, per la qual cosa es considera que es van gravar posteriorment a l'època de la construcció, en temps de la conquesta cristiana de la vall.
Des de fa uns anys l'Ajuntament de la Vall d'Uixó dona a conèixer el patrimoni històric del  municipi amb rutes senderistes. La Ruta 14 arriba fins a la Torre de la Torrassa, "Senderisme per la Vall d'Uixó partida la Torrasa”.